# Culicoides cataneii
Culicoides cataneii är en tvåvingeart som beskrevs av Clastrier 1957. Culicoides cataneii ingår i släktet Culicoides och familjen svidknott. Inga underarter finns listade i Catalogue of Life.